# Невидимки (роман)
«Невидимки» (англ. Invisible Monsters) — роман американского писателя Чака Паланика, впервые опубликованный в 1999 году. Действие сосредоточено на трёх главных героях, включая рассказчицу, путешествующих по Северной Америке. Это книга, в которой нет содержания. Повествование перескакивает из одного времени в другое, а настоящие имена, изменяющиеся на протяжении романа, раскрываются только в конце.

## Сюжет
Шеннон Макфарленд — бывшая топ-модель, в миг перечеркнувшая свою карьеру выстрелом из винтовки, изуродовавшим ей пол-лица. Теперь она невидимка — человек, скрывающий своё лицо за вуалью. Втроем вместе со своим бывшим парнем Манусом и красавицей-незнакомкой Брэнди главная героиня занимается мошенничеством, благодаря которому всегда имеет доступ к различным наркотикам и болеутоляющим. Жизнь катится по наклонной, но ещё не время с ней прощаться, ведь Шеннон должна отомстить всем, из-за кого она страдает.

## Главные герои
- Шеннон МакФарленд (англ. Shannon McFarland) — рассказчица, бывшая фотомодель, лишилась нижней части лица и способности разговаривать в результате выстрела из ружья в челюсть.
- Бренди Александр (англ. Brandy Alexander) — «Её величество», воплощение самой моды, встретила Шэннон, когда та находилась в больнице, помогает ей начать новую жизнь.
- Шейн МакФарленд (англ. Shane McFarland) — брат Шэннон, которого родители выгнали из дома, считая гомосексуалом.
- Манус Келли (англ. Manus Kelley) — бывший полицейский и экс-бойфренд Шэннон. Будучи работником полиции, расследуя дело о взрыве баллончика с лаком для волос, изнасиловал и заразил венерической болезнью пострадавшего Шейна МакФарленда.
- Эвелин Коттрелл (англ. Evelyn «Evie» Cottrell) — фотомодель, лучшая подруга Шэннон, до операции по смене пола — гомосексуал Эван Коттрелл.
- Сёстры Рэй (англ. The Rhea Sisters) — три трансвестита, называющие себя сёстрами Софондой, Китти и Вивьен. Оказывали помощь Шейну после того, как он был выгнан из дома; впоследствии позвонили его родителям и сказали, что тот умер от СПИДа. Именно сёстры Рэй подали Шейну мысль стать Бренди Александр и оплатили операцию.